# Karim Ahmad Khan

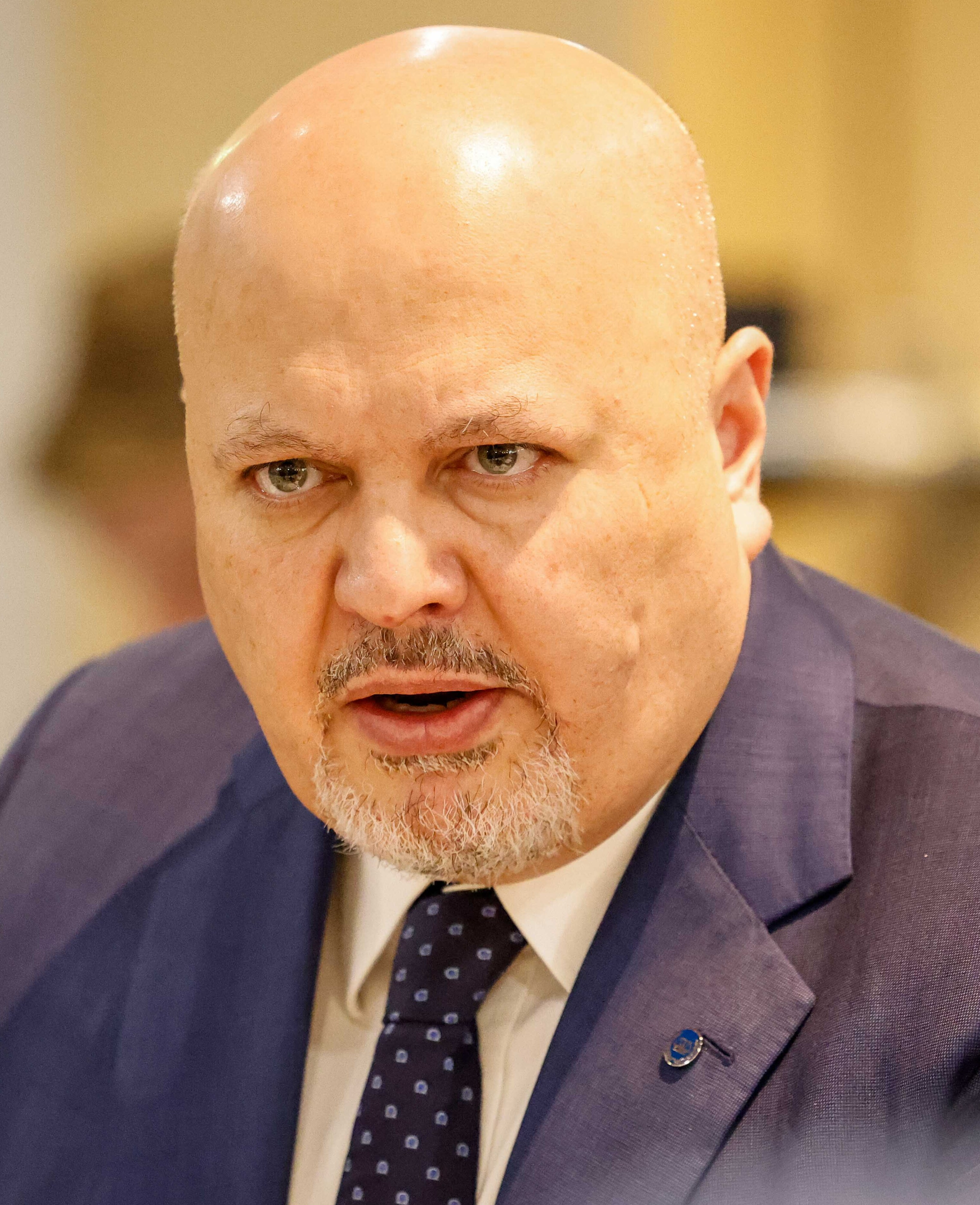
Karim Ahmad Khan

Karim Asad Ahmad Khan (Edimburgo, 30 de março de 1970) é um advogado britânico, especialista em direito internacional penal e direito internacional dos direitos humanos. 
Foi nomeado, pelo Secretário-Geral das Nações Unidas António Guterres, Secretário-Geral Adjunto das Nações Unidas. Assim, serviu como Conselheiro Especial e Chefe da Equipe de investigação para promover a responsabilização por crimes cometidos pelo Estado Islâmico (UNITAD), conforme a Resolução 2379 do Conselho de Segurança (2017).  A finalidade era apoiar os esforços domésticos para responsabilizar o Estado Islâmico do Iraque e do Levante por atos que poderiam ser tipificados como crimes de guerra, genocídio e crimes contra a humanidade no Iraque.
Em 2021 foi escolhido Procurador-Chefe da Corte Penal Internacional, eleito pelos Estados que ratificaram o Estatuto do Tribunal Penal Internacional em Haia. Sucedeu Fatou Bensouda.